# Nils Dahl (militär)
Nils Hubert Dahl, född den 3 november 1912 i Falun, död den 29 september 1977 i Helsingborg, var en svensk militär.
Dahl avlade studentexamen 1933 och genomgick Flygkadettskolan 1936–1937. Han blev löjtnant i flygvapnet sistnämnda år och kapten där 1942. Efter att ha genomgått Flygkrigshögskolans allmänna kurs 1942–1943 och dess stabskurs 1944–1945 befordrad Dahl till major 1949 och till överstelöjtnant 1952. Sistnämnda år genomgick han Försvarshögskolan. Dahl blev flygattaché vid beskickningarna i London och Haag 1961. Han blev riddare av Vasaorden 1949 och av Svärdsorden 1950. Dahl vilar i södra minneslunden vid Helsingborgs krematorium. 